# Йоргос Феофанус
Йоргос Феофанус (грец. Γιώργος Θεοφάνους, 9 січня 1968, Ларнака) — кіпріотський і грецький композитор, один з провідних композиторів у грецькій музичній індустрії 1990-х і 2000-х років. Він написав пісні, які виконують  Нана Мускурі, Йоргос Даларас, Янніс Паріос, Марінелла, Харіс Алексіу, Алкістіс Протопсалті, Антоніс Ремос, Еврідіка, Сакіс Рувас, Пасхаліс Терзіс, Пеггі Зіна, Христос Дантіс,  Наташа Теодоріду. Його роботи отримали в цілому дев'ять премій Arion Awards.

## Кар'єра
З раннього віку виявляв любов до музики, почав складати власні пісні з п'яти років. В дев'ять років  Йоргос співав і грав на гітарі свої пісні в муніципальному театрі Нікосії в присутності тодішнього президента Кіпру Спіроса Кіпріану. Потім він брав участь у багатьох музичних конкурсах не тільки у рідному місті, а й на Кіпрі як гітарист і композитор, вигравав головні нагороди. Навчався грати на гітарі, фортепіано та вивчав теорію музики в Національній Консерваторії Кіпра, продовжив навчання в музичному коледжі Берклі в Бостоні, США. У 1990 році він оселився в Афінах, де розпочав свою кар'єру в грецькій музичній індустрії.
1999 року Феофанус зібрав перший в Греції гурт юнаків One, який став дуже популярним в Греції та на Кіпрі. Гурт представляв Кіпр на конкурсі Євробачення 2002 року. Він написав музику для декількох п'єс. 11 вересня 2008 року в Нікосії відбулася прем'єра мюзиклу "Τραγουδώ το νησί μου" ("Співай мій острів»). Мюзикл створений на основі 40 віршів з поезії Кіпру різних історичних епох зі стародавнього часу до сучасності, які були покладені на музику. Цю  виставу також ставили на сцені Одеон Ірода Аттика в Афінах 7 і 8 жовтня 2008 року.
У сезонах 2008—2009, 2009—2010, 2010—2011 років був членом журі талант-шоу The X Factor виробництва телеканалу ANT1. Серед його підопічних у другому сезоні були Іві Адаму, яка представляла Кіпр на пісенному конкурсі Євробачення 2012 та  Елефтерія Елефтеріу, представниця Греції на пісенному конкурсі Євробачення 2012. Феофанус добре відомий серед шанувальників конкурсу Євробачення, він написав три пісні, які предствляли Кіпр в конкурсах Євробачення: 1992 — Еврідіка "Teriazoume" (11 місце), 1994 — Еврідіка  "Eimai Anthropos Ki Ego" (11 місце), 2002 — One  "Gimme" (6 місце).
У березні 2010 року Йоргос Феофанус розпочав свій новий проект, побудував в Гліфаді «Μουσικό Εργαστηράκι», музичну школу-студію для музичної освіти дітей у віці від народження до 18 років. У вересні 2010 року почало працювати перше в Греції і на Кіпрі дитяче інтернет-радіо, створене Феофанусом. З вересня 2012 року займається викладацькою діяльністю зі студентами музичного факультету в Європейському університеті Кіпру.

## Благодійна діяльність
Йоргос Феофанус активно займається благодійною діяльністю. 5 квітня 2011 року організація «Hope for Children» оголосила про призначення новим послом доброї волі Йоргоса Феофануса. За ініціативою Феофануса на початку літа 2012 року відбулися спільні концерти композитора з відомими співаками, частина коштів від яких була надана фонду «Hope for Children»:  30 квітня 2012 року відбувся спільний концерт Наташі Феодоріду і Феофануса, а 13 і 14 червня 2012 року  на Кіпрі в Нікосії спільний виступ з Атонісом Ремосом, з Марінеллою - 4 і 5 червня, 19 травня - з Еврідікою.

## Дискографія
Від 1989 року Йоргос Феофанус написав понад 550 пісень, продажі їхніх записів перевищили два мільйони. Має на своєму рахунку багато золотих і платинових альбомів. У 2012 році Йоргос пише новий альбом для молодого, але вже популярного співака Константіноса Аргіроса . Офіційна презентація альбому «Παιδί Γενναίο» відбулася 27 листопада 2012 року .

## Письменник
У листопаді 2008 року він опублікував свій перший роман під назвою «Αιώνιος δείπνος».

## Приватне життя
У 1994 році він одружився з грецькою співачкою Еврідікою, але вони розлучилися в 2000 році. Мають спільного сина. Незважаючи на розлучення, Йоргос і Еврідіка донині плідно співпрацюють. Композитор одружений вдруге, в родині троє спільних дітей.

## Нагороди
- Super Music Awards 2016 (Кіпр): спеціальна премія «Заслужений Творець»[15]